# Diodor d'Adramítium
Diodor d'Adramítium (en llatí Diodorus, en grec antic Διόδωρος) fou un retòric, acadèmic i filòsof nascut a Adramítion, (Adramítium).
Va viure al temps de Mitridates VI Eupator pel que va dirigir un exèrcit, i per complaure al rei va acusar tots els senadors de la seva ciutat natal i els va massacrar. Després va acompanyar Mitridates a la Regió del Pont i quan el rei va caure fou jutjat pels romans per la seva crueltat i es va suïcidar abans de la condemna, segons explica Estrabó.